# Sông Hoàng (Việt Nam)

Bản đồ thể hiện tương đối vị trí sông Hoàng

Sông Hoàng là con sông thuộc vùng đồng bằng Bắc Bộ, từng là con sông quan trọng chiến lược trong giao thông và phòng thủ. Ngày nay sông Hoàng chỉ là một đoạn sông đã bị bồi lấp và đã được cải tạo thành một con kênh thủy nông.
Con sông này từng nối liền sông Hồng với sông Cầu ở Quả Cảm- Thổ Hà. Trên bản đồ và thực địa dấu vết của dòng sông cũ vẫn còn rõ nét, với những đoạn gọi là sông Thiếp hay Ngũ Huyện Khê (chảy qua 5 huyện Yên Lãng, Kim Anh, Đông Ngàn, Yên Phong, Tiên Du)
Thành Cổ Loa khi xưa nằm ở bờ bắc sông Hoàng. Từ sông Hoàng có thể ngược lên sông Hồng, sông Đà, sông Lô; có thể lên tận đến miền núi rừng phía Tây Bắc hay xuôi xuống đồng bằng ra biển; có thể xuôi sông Cầu, sông Thương, sông Lục Nam lên miền núi rừng Đông Bắc; hay theo sông Lục Đầu xuống sông Thái Bình, sông Kinh Thầy tỏa rộng khắp vùng đồng bằng ven biển.